# Tijeras
Tijeras ist eine Village im Bernalillo County, New Mexico, USA. Die Gemeinde hatte im Jahr 2000 474 Einwohner und befindet sich im Tijeras Canyon, der das Sandia-Gebirge im Norden von dem Manzano Gebirge im Süden trennt. Tijeras liegt an einer wichtigen Kreuzung, die zum Norden hin nach Cedar Crest, Sandia Park, Madrid und Santa Fe führt. Zum Westen hin nach Albuquerque, zum Süden zu dem Manzano Gebirge und zum Osten hin Richtung Edgewood.